# Miss USA 2021
Miss USA 2021 foi a 70ª edição do concurso Miss USA, realizada em 29 de novembro de 2021 no Paradise Cove Theatre do River Spirit Casino Resort em Tulsa, Oklahoma. A competição foi apresentada Zuri Hall e Patrick Ta, enquanto Nicole Adamo servirá como anfitriã do lounge. Aysa Branch do Mississippi, coroou sua sucessora, Elle Smith, de Kentucky, no final do evento. Smith representará os Estados Unidos no Miss Universo 2021.
Esse foi o segundo ano consecutivo em que o concurso foi transmitido pela FYI, e o primeiro a ser transmitido ao vivo no Hulu. A edição também marcou o primeiro ano da competição sob direção de Crystle Stewart.

## O concurso
Em 31 de dezembro de 2020, foi anunciado no Good Morning America que o Miss USA e o Miss Teen USA seriam divididas da Organização Miss Universo em uma nova organização sob o comando de Crystle Stewart, Miss USA 2008. 

### Localização
Em 20 de abril de 2021 foi confirmado pela Muscogee (Creek) Nation que a edição de 2021 do Miss USA e Miss Teen USA seria realizada no Paradise Cove Theatre do River Sprit Casino Resort em Tulsa, Oklahoma. A competição durará quatro dias, começando em 26 de novembro e terminando em 29 de novembro de 2021.

### Seleção das candidatas
Candidatas dos 50 estados e do Distrito de Colúmbia foram selecionadas em concursos estaduais que começaram em setembro de 2020. Os primeiros concursos estaduais foram Idaho e Montana realizados na mesma data em 27 de setembro de 2020, o último concurso estadual foi a Califórnia realizado em 12 de setembro de 2021, 350 dias após o início da temporada de concursos de 2021, tornou-se o mais longo da história do Miss EUA.
Onze candidatas competiram anteriormente no Miss Teen USA e no Miss América, em que oito candidatas são ex-vencedoras estaduais do Miss Teen USA e três são ex-vencedoras estaduais do Miss América. Kataluna Enriquez, Miss Nevada USA 2021, se tornou a primeira mulher transgênero a competir no Miss USA. 

### Impacto do COVID-19 em concursos estaduais
Devido à pandemia do COVID-19, o Miss USA 2020 foi adiado da primavera de 2020 para novembro de 2020 e vários concursos estaduais de 2021 foram originalmente programados para o outono de 2020 e o inverno de 2020/2021, foram adiados para a primavera e verão de 2021.
Devido às restrições implementadas em todos os 50 estados e no Distrito de Colúmbia, várias diretrizes de saúde e segurança foram implementadas para concorrentes, membros de produção e audiências em concursos estaduais, como fazer um teste COVID-19 negativo e seguir distanciamento social. Além disso, vários concursos estaduais tiveram que alterar suas escolhas iniciais de local devido a fechamentos implementados por seu governador. 

### Competição Preliminar
Antes da competição final, as candidatas competiram na competição preliminar, onde se apresentaram em trajes de banho e vestidos de gala. Foi realizado em 26 de novembro no River Spirit Casino Resort, apresentado por Nicole Adamo e Asya Branch. 

### Juízes

#### Preliminar
- Paul Anthony - Cabelereiro americano
- Elan Biongiorno - Celebridade e maquiadora americana
- LeeAnne Locken - Personalidade americana de reality show e Miss Arizona USA 1989
- Pamela Price - Corredora de maratona americana
- Chuck Steelman - Analista e especialista em moda americana

#### Final
- Natalia Barulích - Modelo croata-cubana, influenciadora de mídia social e cantora
- Sophie Elgort - Fotógrafa americana
- Chloe Flower - Compositora e pianista clássica americana
- Ty Hunter - Estilista pessoal americano
- Alton Mason - Modelo americano
- Pascal Mouawad - Joalheiro libanês, empresário e CEO da Mouawad
- Oliver Trevena - Ator e apresentador de televisão inglês

## Resultados
| Resultados Finais       | Candidata |
| ----------------------- | --- |
| Miss EUA 2021           | - Kentucky - Elle Smith |
| 1º Vice-Campeã          | - Dakota do Norte - Caitlyn Vogel |
| 2º Vice-Campeã          | - Flórida - Ashley Cariño |
| 3º Vice-Campeã          | - Illinois - Sydni Dion Schweitzer |
| Top 8 (Semifinalistas)  | - Carolina do Norte - Madison Bryant - Carolina do Sul - Marley Stokes - Maryland - Layilah Nasser - Texas - Victoria Hinojosa |
| Top 16 (Semifinalistas) | - Dakota do Sul - Caroline Pettey - Kansas - Gracie Hunt - Louisiana - Tanya Crowe - Mississippi - Bailey Anderson - Nebraska - Erika Etzelmiller - Tennessee - Elizabeth Graham Pistole - Utah - JessiKate Riley - Virgínia - Christina Thompson |

### Prêmios Especiais
| Prêmio                 |                 |                                  |
| ---------------------- | --------------- | -------------------------------- |
| Melhor Traje de Estado | Vencedora       | - Tennessee - Elizabeth Pistole  |
| Melhor Traje de Estado | 2º Lugar        | - Utah - JessiKate Riley         |
| Melhor Traje de Estado | 3º Lugar        | - Oklahoma - Albreuna Gonzaque   |
| Miss Simpatia          | Miss Simpatia   | - Michigan - Taylor Hale         |
| Miss Fotogênica        | Miss Fotogênica | - Pensilvânia - Sydney Robertson |

## Candidatas
Todas as 51 candidatas estaduais foram coroadas. 
| Estado               | Candidata                 | Idade | Cidade Natal       | Notas                                                                                  |
| -------------------- | ------------------------- | ----- | ------------------ | -------------------------------------------------------------------------------------- |
| Alabama              | Alexandria Flanigan       | 25    | Cullman            |                                                                                        |
| Alasca               | Madison Edwards           | 24    | Anchorage          |                                                                                        |
| Arizona              | Cassidy Jacks             | 27    | Mesa               |                                                                                        |
| Arkansas             | Stephanie Barber          | 22    | Fayetteville       |                                                                                        |
| Califórnia           | Sabrina Lewis             | 24    | Berkeley           |                                                                                        |
| Colorado             | Olivia Lorenzo            | 25    | Fort Collins       |                                                                                        |
| Connecticut          | Amanda Torchia            | 25    | Middlebury         |                                                                                        |
| Carolina do Norte    | Madison Bryant            | 24    | Fayetteville       |                                                                                        |
| Carolina do Sul      | Marley Stokes             | 24    | Lexington          | Anteriormente Miss Carolina do Sul 2016.                                               |
| Dakota do Norte      | Caitlyn Vogel             | 21    | Minot              | Anteriormente Miss Dakota do Norte Teen EUA 2019                                       |
| Dakota do Sul        | Caroline Pettey           | 27    | Rapids City        |                                                                                        |
| Delaware             | Drew Sanclemente          | 25    | Odessa             |                                                                                        |
| Distrito de Columbia | Sasha Perea               | 28    | Washington, D.C.   |                                                                                        |
| Flórida              | Ashley Cariño             | 27    | Kissimmee          |                                                                                        |
| Georgia              | Cora Griffen              | 25    | Columbus           |                                                                                        |
| Havaí                | Alisson Chu               | 26    | Honolulu           | Anteriormente Miss Havaí 2016 Irmã de Julianne Chu, Miss Hawaii USA 2018               |
| Idaho                | Katarina Schweitzer       | 27    | Boise              |                                                                                        |
| Illinois             | Sydni Dion Schweitzer     | 20    | Algonquin          |                                                                                        |
| Indiana              | A'Niyah Birdsong          | 26    | Anderson           |                                                                                        |
| Iowa                 | Katie Wadman              | 22    | Iowa City          |                                                                                        |
| Kansas               | Gracie Hunt               | 22    | Overland Park      | Filha de Clark Hunt e Tavia Shackles, Miss Kansas USA 1993 e neta de Lamar Hunt.       |
| Kentucky             | Elle Smith                | 23    | Germantown         |                                                                                        |
| Louisiana            | Tanya Crowe               | 28    | Amite City         | Líder de torcida profissional da New Orleans Saintsations                              |
| Maine                | Veronica Iris Bates       | 21    | Portland           | Membro ativo na força aérea dos Estados Unidos                                         |
| Maryland             | Layilah Nasser            | 26    | Montgomery Village |                                                                                        |
| Massachusetts        | Sarah DeSouza             | 25    | Boston             |                                                                                        |
| Michigan             | Taylor Hale               | 26    | Detroit            |                                                                                        |
| Minnesota            | Katarina Spasojevic       | 20    | Minnetonka         |                                                                                        |
| Mississippi          | Bailey Anderson           | 22    | Hurley             |                                                                                        |
| Missouri             | Joye Forrest              | 25    | Spanish Lake       | Ex líder de torcida profissional do Los Angeles Laker Girls                            |
| Montana              | Jami Forseth              | 24    | Huntley            | Anteriormente Miss Montana Teen EUA 2016                                               |
| Nebraska             | Erika Etzelmiller         | 23    | Lincoln            | Anteriormente Miss Nebraska Teen EUA 2016                                              |
| Nevada               | Kataluna Enriquez         | 27    | Las Vegas          | Primeira mulher transgénero a participar do Miss EUA                                   |
| Nova Hampshire       | Taylor Fogg               | 26    |                    |                                                                                        |
| Nova Jersey          | Celinda Ortega            | 26    | Fair Lawn          |                                                                                        |
| Novo México          | Christa Schafer           | 26    | Las Cruces         |                                                                                        |
| Nova Iorque          | Briana Siaca              | 27    | Brentwood          |                                                                                        |
| Ohio                 | Nicole Wess               | 23    | Cincinnati         |                                                                                        |
| Oklahoma             | Albreuna Gonzaque         | 27    | Oklahoma City      |                                                                                        |
| Oregon               | Allison Cook              | 27    | Wilsonville        | Anteriormente Miss Oregon 2013                                                         |
| Pensilvânia          | Sydney Robertson          | 24    | Williamsport       | Anteriormente Miss Pensilvânia Teen EUA 2014.                                          |
| Rhode Island         | Karly Laliberte           | 26    | Pawtucket          |                                                                                        |
| Tennessee            | Elizabeth Graham Pistole  | 21    | Franklin           |                                                                                        |
| Texas                | Victoria Hinojosa         | 23    | McAllen            |                                                                                        |
| Utah                 | JessiKate Riley           | 24    | Beaver             | Anteriormente Miss Utah Outstanding Teen 2014 e Miss Utah 2017.                        |
| Vermont              | Joanna Nagle              | 27    | Colchester         |                                                                                        |
| Virgínia             | Christina Thompson        | 25    | Lynchburg          | Anteriormente Miss Nova Jersey Teen EUA 2013. Filha de Hallie Bonnell, Miss Ohio 1987. |
| Washington           | Christine Brodie          | 25    | Seattle            |                                                                                        |
| Virgínia Ocidental   | Alexis Bland              | 22    | Parkersburg        |                                                                                        |
| Wisconsin            | Samantha Catherine Keaton | 20    | Milwaukee          |                                                                                        |
| Wyoming              | Mackenzie Kern            | 21    | Casper             | Anteriormente Miss Wyoming Teen EUA 2018.                                              |

## Referencias
1. ↑  staff, Ashley Ellis, KTUL (20 de abril de 2021). «Miss USA, Miss Teen USA coming to Tulsa this fall». KTUL. Consultado em 9 de junho de 2021
2. ↑  Love, Ryan; News, FOX23. «Tulsa's River Spirit will host Miss USA, Miss Teen USA pageants». FOX23 News (em inglês). Consultado em 9 de junho de 2021
3. ↑  adriggers@oanow.com, ABBY DRIGGERS. «Miss Cullman Alexandria Flanigan crowned Miss Alabama USA». OANow.com (em inglês). Consultado em 9 de junho de 2021
4. 1 2  «Entrar • Instagram». www.instagram.com. Consultado em 15 de junho de 2021
5. ↑  Altatis, Conan (24 de maio de 2021). «Fayetteville's Stephanie Barber is Miss Arkansas USA 2021». CONAN Daily (em inglês). Consultado em 15 de junho de 2021
6. ↑  Altatis, Conan (6 de junho de 2021). «Amanda Torchia biography: 13 things about Miss Connecticut USA 2021». CONAN Daily (em inglês). Consultado em 15 de junho de 2021
7. ↑  «Miss North Carolina USA». Miss North Carolina USA/Teen USA Pageants (em inglês). Consultado em 15 de junho de 2021
8. ↑  «Marley Stokes speaks with Good Morning Columbia after being crowned Miss South Carolina USA». ABC Columbia (em inglês). 30 de março de 2021. Consultado em 15 de junho de 2021
9. ↑  Kraemer, Grace. «KMOT interviews Miss North Dakota USA 2021 Caitlyn Vogel». https://www.kfyrtv.com (em inglês). Consultado em 15 de junho de 2021
10. ↑  Heemstra, Jody. «Women from Rapid City, Artesian earn titles at Miss South Dakota USA and MISS SOUTH DAKOTA TEEN USA pageants». DRGNews (em inglês). Consultado em 15 de junho de 2021
11. ↑  «Russell County High alum wins Miss Georgia USA title». WRBL (em inglês). 23 de fevereiro de 2021. Consultado em 15 de junho de 2021
12. ↑  «Miss Hawai'i USA 2021 is . . .». www.kitv.com (em inglês). Consultado em 15 de junho de 2021
13. ↑  jberger@staradvertiser.com, By John Berger; June 12, 2016 (12 de junho de 2016). «Allison Chu wins Miss Hawaii 2016». Honolulu Star-Advertiser (em inglês). Consultado em 15 de junho de 2021
14. ↑  «2021 Miss Idaho USA Crowning Moment! – Miss Idaho USA» (em inglês). Consultado em 15 de junho de 2021
15. ↑  May 10, Bob JamesPublished:; 2021. «University of Iowa Student Named Miss Iowa USA 2021». 98.1 KHAK (em inglês). Consultado em 15 de junho de 2021
16. ↑  «Gracie Hunt, daughter of Chiefs CEO Clark Hunt, wins Miss Kansas USA». FOX 4 Kansas City WDAF-TV | News, Weather, Sports (em inglês). 12 de abril de 2021. Consultado em 15 de junho de 2021
17. ↑  «Gracie Hunt, daughter of Chiefs owner, set to compete in Miss Kansas, carve her own path». FOX 4 Kansas City WDAF-TV | News, Weather, Sports (em inglês). 9 de abril de 2021. Consultado em 15 de junho de 2021
18. ↑  «'I walked in wanting to do my best...' | WHAS11's Elle Smith wins Miss Kentucky USA». whas11.com (em inglês). Consultado em 15 de junho de 2021
19. ↑  staffwriter@hammondstar.com, RALEY PELLITTIERI. «Tangipahoa native wins state crown». The Daily Star (em inglês). Consultado em 15 de junho de 2021
20. ↑  McHatten, Brittany. «Air Force veteran, mental health advocate crowned Miss Maine USA». https://www.wabi.tv (em inglês). Consultado em 2 de julho de 2021
21. ↑  Brandy McGill. «South Mississippi woman brings home Miss Mississippi USA title». https://www.wlox.com (em inglês). Consultado em 15 de junho de 2021
22. ↑  «Entrar • Instagram». www.instagram.com. Consultado em 1 de julho de 2021
23. ↑  «Jami Forseth of Huntley crowned new Miss Montana Teen USA | Yellowstone County News» (em inglês). Consultado em 15 de junho de 2021
24. ↑  «First transgender Miss Nevada USA calls win 'huge honor'». Las Vegas Review-Journal (em inglês). 28 de junho de 2021. Consultado em 1 de julho de 2021
25. ↑  Altatis, Conan (14 de junho de 2021). «Taylor Fogg biography: 13 things about Miss New Hampshire USA 2021». CONAN Daily (em inglês). Consultado em 1 de julho de 2021
26. ↑  Altatis, Conan (6 de junho de 2021). «Albreuna Gonzaque biography: 13 things about Miss Oklahoma USA 2021». CONAN Daily (em inglês). Consultado em 15 de junho de 2021
27. ↑  Group, Sinclair Broadcast (21 de março de 2021). «Miss Oregon USA and Miss Oregon Teen USA!». KATU. Consultado em 15 de junho de 2021
28. ↑  Altatis, Conan (7 de junho de 2021). «Joanna Nagle biography: 13 things about Miss Vermont USA 2021». CONAN Daily (em inglês). Consultado em 15 de junho de 2021
29. ↑  «Asian Americans will represent WA at Miss USA, Miss Teen USA». Northwest Asian Weekly (em inglês). 1 de abril de 2021. Consultado em 15 de junho de 2021
30. ↑  Tornabene, Juliana. «Miss Wisconsin, Miss Teen Wisconsin crowned over the weekend». https://www.nbc15.com (em inglês). Consultado em 15 de junho de 2021
31. ↑  Roedder, Haley. «Miss Wyoming USA and Miss Wyoming Teen USA crowned in Casper». https://www.wyomingnewsnow.tv (em inglês). Consultado em 1 de julho de 2021